# RUF・RGT
RUF・RGTは、ドイツの自動車メーカーRUFオートモービルがポルシェ・996・997型911をベースに製作したスポーツカーである。

## 概要
専用カムシャフト、吸排気システム、ECUが与えられ、ベースマシンから数段パワーアップした445 PS/7,600 rpm、420 N·m/5,100 rpmを発揮し、最高速度315 km/h、0-100 km/h 4.2秒、0-200 km/h 13.5秒。
内外装も手を加えられ、専用フルエアロ、ロールケージ、インパネ、ステアリングが装備されている。足回りは上昇したパワーに対応するため強化され、フロントブレーキは6ピストンキャリパー、φ35 mmベンチレーテッドディスク。リアブレーキは6ピストンキャリパー、φ330 mmベンチレーテッドディスク。RUFと言えばターボチューンのイメージがあるが、本車両はRUF中で唯一無二のNAチューン車である（V8モデルも同様）。いわばRGTはRUF版911GT3RSである。
ゲームでは、アーケードレーシングゲーム「湾岸ミッドナイトマキシマムチューン」にも3までのゲンバラアバランシェと入れ違いになる形で4から同社のCTRと共に登場している。

## モデル
RGTは996ベースの第一世代、997ベースの第２世代、991ベースの第三世代に分けられる。

### 第一世代（2000年〜2004年）

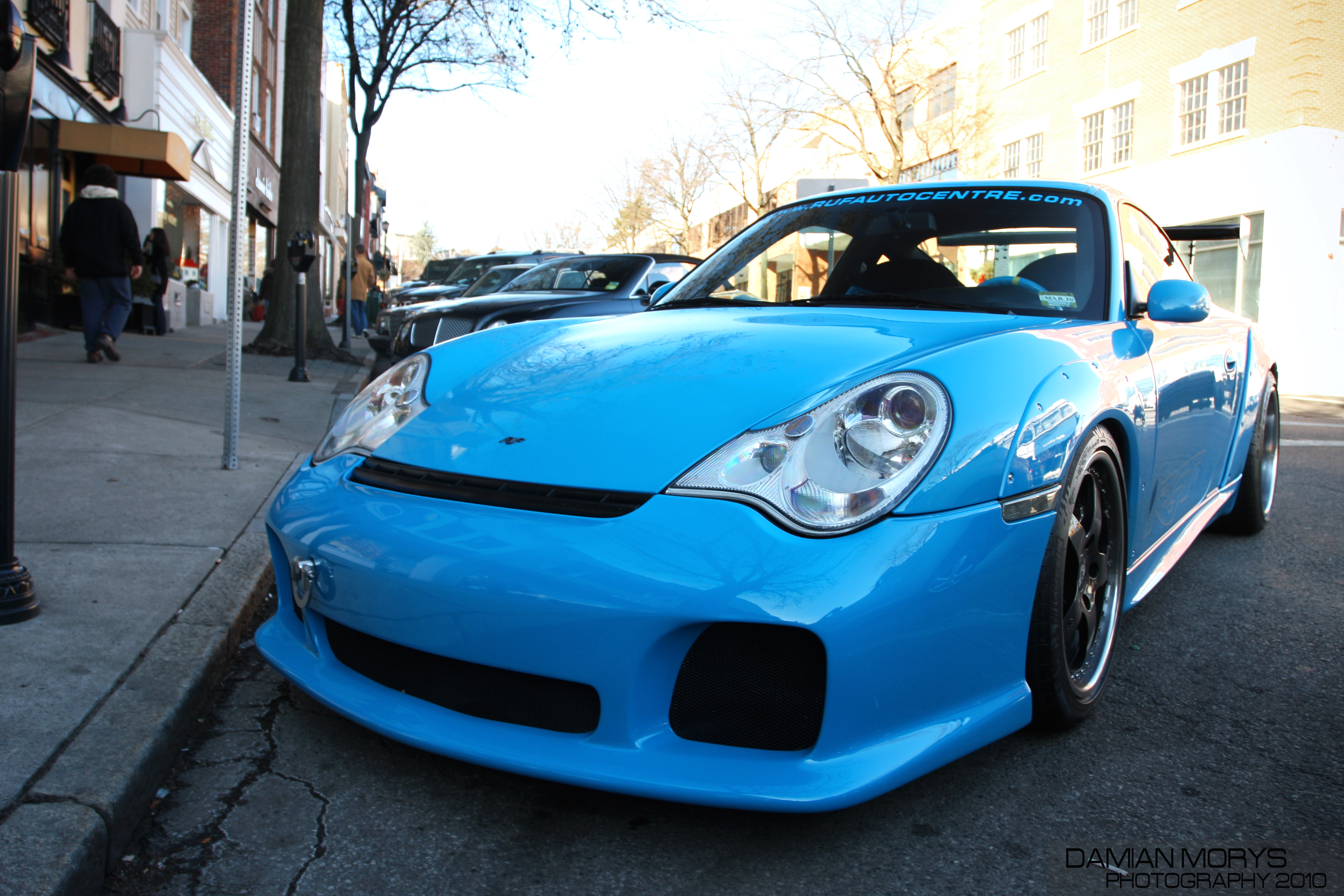
第一世代RGT

初代RUF RGTは、ポルシェ996をベースとしたエンジンとシャシーを採用し、2000年に登場。オリジナルの3.6Lバージョンは、0-60 mph（97 km/h）加速4.6秒、最高速度306km/hだった。

### 第二世代（2005年〜2011年）

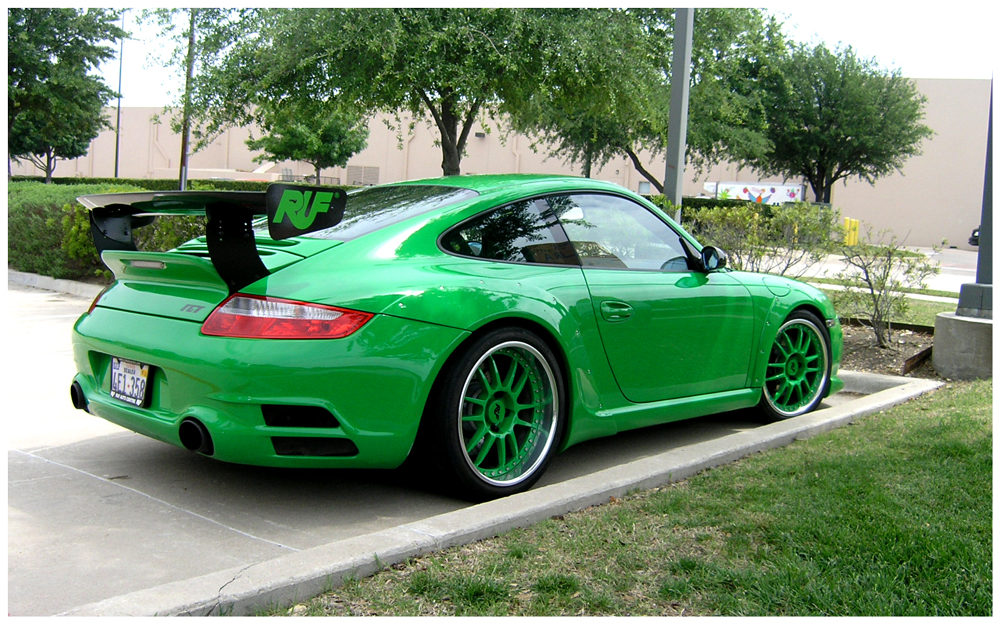
第二世代RGT

ポルシェ997がデビューすると、ルーフは3.6リッターエンジンを3.8リッターにボアアップし、排気システムと触媒コンバーターを改良し、ECUとエアフィルターを交換された。新しい出力は445hpとなり、0-60 mph（97 km/h）加速は4.6秒から4.2秒（一部情報源では4.1秒）に短縮され、最高速度は約11km/h上昇し317km/hとなった。
足回りはビルシュタイン製高性能サスペンション、フロント13.8インチ（351 mm）、リア13インチ（330 mm）の高性能ブレンボ製ディスクブレーキを装備した。
車体外観はポリウレタン製フロントエアダム、カーボンファイバー製ドア、ミラー、エンジンフード、スポイラーを備え、車両重量は1,330kgまで軽量化されている。19インチ鍛造アルミ製スーパーレッジェーラホイールとミシュランパイロットスポーツカップタイヤを装着。インテリアは顧客好みにカスタマイズ可能で、レカロシートを含む。
RGT-8  
2010年、ジュネーブモーターショーで997 RGTのアップデート版が発表され、BMW S65 V8エンジンをベースにした4.5リッターV8（180°フラットプレーンクランク）を搭載。ドライサンプ潤滑、マルチポイント燃料噴射、球状4バルブを備える。
アルミドア、アルミフード、カーボンファイバーエンジンカバー、リアスポイラーで軽量化。セラミックブレーキ、一体型ロールケージ、ミシュランパイロットスポーツカップタイヤ付き19インチ鍛造ホイールも装備。

### 第三世代（2012年〜）

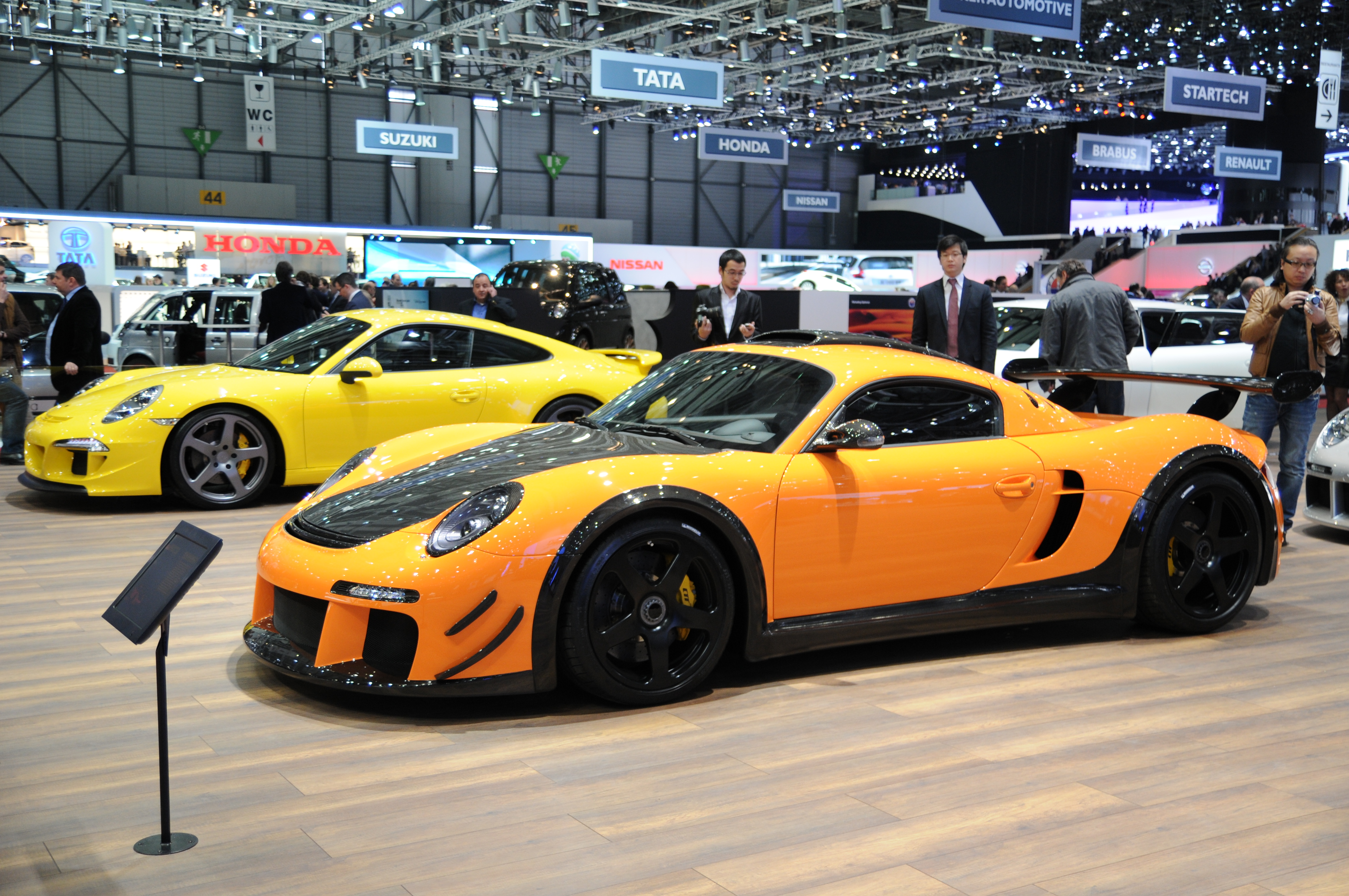
第三世代RGT(左)(中央はCTR3)

2012年、ジュネーブモーターショーで最新RGT-8が発表。4.5リッターV8エンジンは550ps/8500rpm、500Nm/4000rpmを発生し、最高速度318 km/h。価格はポルシェ991ドナー車除き約20万ユーロ（約3280万円）。